# Рекорд-CISM
«Рекорд-CISM» — спортивная стандартная винтовка под патрон 7,62×54 мм RT созданная для спортивной стрельбы на дистанцию 300 м в мужских упражнениях по программе Международного стрелкового союза и для скоростной стрельбы по программе Международного армейского союза (CISM). Винтовка была разработана специалистами завода «Ижмаш» в 1995 году по заказу Министерства обороны РФ для сборной команды ЦСКА на базе винтовки «Рекорд-1».

## Конструкция
Основным отличием от прототипа является наличие десятизарядного магазина. Магазин оснащен оригинальной системой подачи патронов, поскольку по правилам Международного совета военного спорта (CISM) он не должен выдаваться за габариты ложи: в корпусе магазина размещены только патроны и подаватель, а пружина магазина вынесена вперед и давит на подаватель не напрямую, а через длинный рычаг.
Изменения были внесены также в спусковой механизм, появилась возможность регулировки усилия спуска, длины предварительного и рабочего хода спускового крючка, расстояния от рукоятки до спускового крючка.

## Варианты и модификации
- «Рекорд-CISM» — вариант под патрон 7,62×54 мм R
- «Рекорд-308-CISM» — вариант под патрон .308 Winchester[1]

## Страны-эксплуатанты
- Украина — в конце октября 2014 на вооружение 3-го полка спецназа ГУР министерства обороны Украины поступили шесть модернизированных винтовок «Рекорд», на которые установили складные сошки, глушители производства Финляндии и оптические прицелы Vortex[2]